# Bradykininrezeptor
Der Bradykininrezeptor gehört zu den Membran-Rezeptoren. 
Alle eukaryotischen und prokaryotischen Zellen enthalten solche Rezeptoren, um Informationen mit der Umgebung austauschen zu können. Als Signale dieser Rezeptoren können chemische Substanzen, Licht, mechanische Kräfte, Temperaturschwankungen oder elektrochemische Impulse dienen. Die biologischen Antworten auf diese Signale sind lebensnotwendige Prozesse wie Zellbewegung, Zellteilung, Zellstoffwechsel, Morphogenese und Differenzierung.
Der Bradykininrezeptor ist ein G-Protein-gekoppelter Rezeptor (GPCR), welcher durch die Bindung eines Liganden aktiviert wird. GPCR ist eine wichtige Familie der transmembranären Rezeptoren. Vor allen Dingen G-Proteine der Gruppe Gq11 sowie Gαi werden nach Bindung des Liganden aktiviert.

## Typen von Bradykininrezeptor
Es gibt B1- und B2-Bradykininrezeptoren; beide Rezeptoren sind GPCRs. Der B2-Bradykininrezeptor wird ubiquitär exprimiert, der B1-Typ jedoch nur nach Verletzungen. Dabei wird er durch proinflammatorische Cytokine hochreguliert. Der B2-Bradykininrezeptor zeigt anders als der verletzungsinduzierte Typ eine rasche Desensitisierung und Internalisierung nach Ligandenbindung. Der B2-Rezeptor kann außerdem auch von Muskelzellen ohne Stickstoffmonoxid aus anderen Zellen gebildet werden.